# DeWayne Russell
DeWayne Russell (* 10. Februar 1994 in Philadelphia, Vereinigte Staaten) ist ein US-amerikanischer Basketballspieler.

## Laufbahn
Mit 18 Jahren wurde Russell 2012 auf der Peoria High School in Arizona The Arizona Republic’s Big School (Divisions I-II) Boys Basketball Player of the Year. Die Peoria Panthers hatte er mit 27 Punkten und 5,4 Assists pro Spiel zur ersten Meisterschaft seit 1984 geführt.
2013 war Russell als sogenannter Freshman der Northern Arizona University einer der besten Korbschützen der Northern Arizona Lumberjacks beim Wettbewerb der Big Sky Conference, mit durchschnittlich 14,4 Punkten und 3,2 Assists und sechs Spielen mit mindestens 20 Punkten.
Als Junior-Guard spielte Russell 2015 für die Grand Canyon Antelopes und erreichte im Wettbewerb der Western Athletic Conference (WAC) die Auszeichnung All-WAC Second Team and All-Newcomer Team mit durchschnittlich 14,7 Punkten in insgesamt 22 Spielen während der Saisonhauptrunde. Zudem stand er mit 33,5 Minuten von seinen Mannschaftskollegen am längsten auf dem Feld. Gegen Louisville erreichte er mit 42 Punkten seine persönliche Höchstpunktzahl. Indem er mehrere Statistiken in der Conference anführte, empfahl er sich für seine erste Profistation 2017 beim französischen Club SLUC Nancy Basket.
Zur Saison 2018/19 wechselte Russell erstmals in die deutsche Basketball-Bundesliga zu den Crailsheim Merlins. In der Spielzeit 2019/20 lief der dann 26-Jährige insgesamt 22 Mal für die Hohenloher auf. Dabei erzielte der Point Guard im Durchschnitt 14 Punkte, 6,4 Assists, 2,8 Rebounds und 1,3 Steals pro Begegnung. Für die darauffolgenden Spielzeiten 2020/21 und 2021/22 wechselte Russell zum italienischen Club Universo Treviso Basket.
Ab der Saison 2022/23 spielte Russell wieder in der deutschen Basketball-Bundesliga (BBL); diesmal stand er bei den EWE Baskets Oldenburg unter Vertrag, den er im April 2023 um zwei weitere Jahre verlängerte. Im Mai 2023 wurde Russell mit durchschnittlich 20 Punkten und 7,7 Assists pro Spiel als bester Offensivspieler der Bundesliga in der Saison 2022/23 ausgezeichnet. Im Spieljahr 2023/24 erzielte er für die Niedersachsen in 35 Bundesligaeinsätzen im Durchschnitt 14,3 Punkte und verließ Oldenburg anschließend.
Russell setzte seine Laufbahn beim türkischen Erstligisten Petkim Spor fort. Im Sommer 2025 wechselte er zu CB Breogán in die spanische Liga ACB.

## Persönliches
Russell ist mit Alexis Roberts verheiratet, die bis 2016 Fußballspielerin bei den Grand Canyon Antelopes war. Gemeinsam haben sie eine Tochter. Russell hat zwei jüngere Brüder, von denen der 25-jährige Daron („Fatts“) ebenfalls professionell Basketball spielt.